# フルクサス
フルクサス（Fluxus）は、1960年代から1970代にかけて発生した、芸術家、作曲家、デザイナー、詩人らによる前衛芸術運動（アート・ムーブメント）である。リトアニア出身のデザイナーで建築家でもあったジョージ・マチューナスが提唱したと言われ、1960年代を代表する芸術運動としてネオダダと並び称された。
フルクサスとはラテン語で「流れる、変化する、下剤をかける」という意味を持つ。日本人ではオノ・ヨーコ、武満徹 、一柳慧 、小杉武久 、塩見允枝子 、刀根康尚、ヨシ・ワダらがフルクサスに参加した。

## 歴史

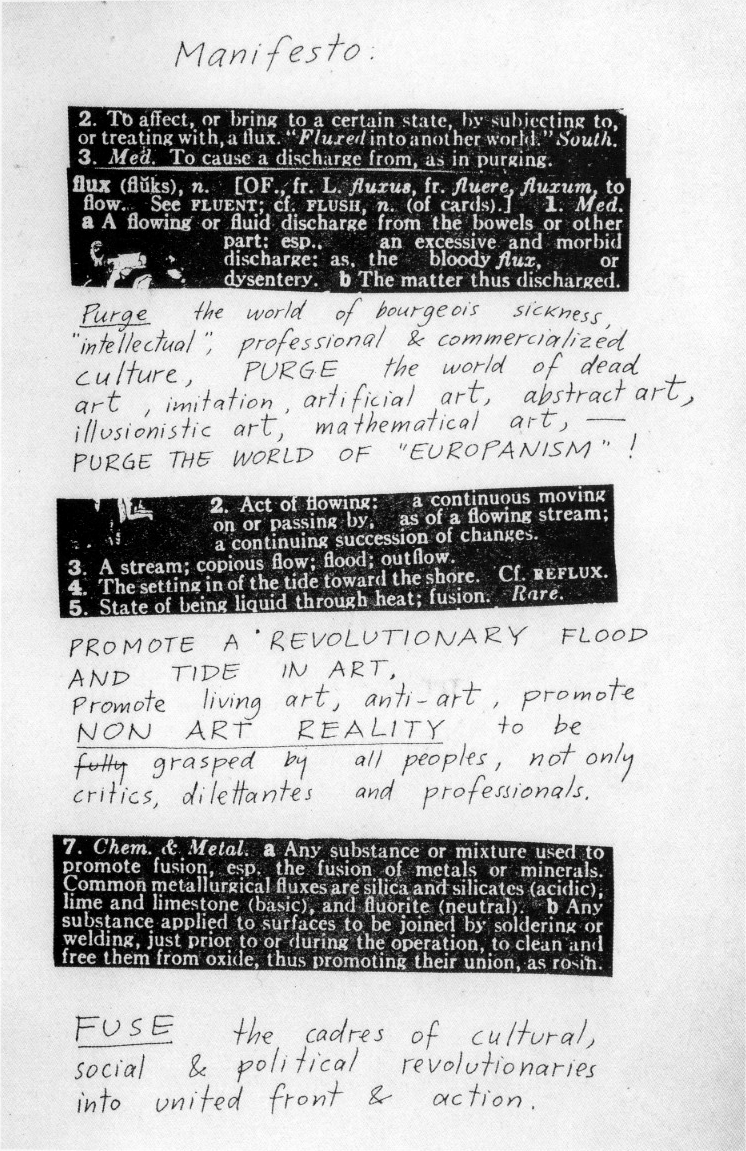
フルクサスマニフェスト（1963年、ジョージ・マチューナス作）

フルクサスの始まりは、1962年9月に西ドイツのヴィースバーデン市立美術館で開催された「フルクサス国際現代音楽祭」（全4回）とされている。このコンサートはマチューナスによって企画され、アリソン・ノウルズ、ヴォルフ・フォステル、エメット・ウィリアムズ、ディック・ヒギンズ、ナム・ジュン・パイク、ベン・パターソンらが出演した 。
「フルクサス国際現代音楽祭」は評判を呼び、翌1963年にかけて、デンマーク・イギリス・フランス・ドイツ・オランダの各都市を巡回した。そして各国の現代美術家たちの一部を刺激し、巻き込んでいった。
巡回中の1963年2月、マチューナスはフルクサスを「反芸術主義による芸術共同体」としてまとめあげようとマニフェストを書き上げたが、社会的・政治的領域までに踏み込んだ過激なアジテーション文に賛同する者はほとんどいなかった。ディック・ヒギンズは1991年のインタビューで、「フランスやドイツのダダイストのように分裂するのだけは避けよう」「イデオロギー的な線引きを厳密にし過ぎないにしよう」と参加者間で話し合って決めた結果だったと明かしている。
- 特徴
- 多国籍のグループである[注釈 1]
- メンバーと非メンバーの区別があいまいである
- 美術、音楽、詩、舞踏など広い芸術ジャンルにまたがる
- グループとしてのはっきりした主義主張を持たない

フルクサスは自分達の「イベント」を「ハプニング」と区別していた。「イベント」は、スコアに基づき、特定の行為を明確に行うもので、日常的な物を芸術の舞台に持ち込み、その垣根を壊し、日常に芸術的な物を持ち込ませるという反芸術的な意図を持っていた。
マチューナスは全てのコンサートが終了した後、ニューヨークのキャナル・ストリートに居を構え、猛烈な勢いとあふれんばかりの情熱でフルクサスを芸術グループとして組織していった。彼はメンバーの名簿の作成、コンサートの企画・運営、新聞の発行、メンバーの作品の販売などを次々と行なった。世界をいくつかの区分に分け、それぞれの区分に統括責任者を置き、自らはニューヨーク本部のチェアマンとして君臨した。1960年代後半には建築家としての腕前を生かし、「ロフトを改造し、内装を整え、芸術家に廉価で売る」という事業「フルックス・ハウジング・コーポレイティヴ」を行い、ソーホーを芸術家の街にするきっかけを作った。
初期のフルクサスは、創始者であるマチューナスと賛同者である芸術家たちという二つの軸を持っていた。マチューナスは「芸術共同体」を夢想し、芸術家が創作活動に没頭できて自由に作品を発表できる土壌を整えたが、芸術家はインフラにただ乗りする形で参加したので、結局フルクサスは「芸術共同体」としての道を歩まなかった。マチューナスは自分の夢を果たせぬまま1978年に病没する。彼は晩年「フルクサスは結成後数年すると、グループの名前というよりも一つの生き方、物事のやり方を指すようになってしまった」と回想していた。
マチューナスの死後、フルクサスに興味を持つ研究者やグッズコレクターが現れ、その需要に応える形で世界中で公演を続けている。

## フルクサスとその周辺のアーティスト

### 世界各国
- アーサー・コプケ（デンマーク語版）
- アラン・カプロー
- アリス・ハッチンソン（英語版）
- アリソン・ノウルズ（英語版）
- アル・ハンセン（英語版）
- アレン・ブッコフ（英語版）
- ヴィタウタス・ランズベルギス
- ヴィレム・ドゥ・リダー（英語版）
- ヴォルフ・フォステル（英語版）
- エメット・ウィリアムズ（英語版）
- エリック・アンデルセン（英語版）
- オイヴィント・ファールシュトレーム（英語版）
- キャロリー・シュニーマン（英語版）
- グスタフ・メツガー（英語版）
- ケイト・ミレット
- ケン・フリードマン（英語版）
- ジェームズ・テニー
- ジェフリー・ヘンドリックス（英語版）
- シモーヌ・フォルティ（英語版）
- シャーロット・モーマン
- ジャクソン・マクロウ（英語版）
- ジャン・デュピュイ（英語版）
- ジュゼッペ・キアリ（英語版）
- ジュディ・リフカ（英語版）
- ジョー・ジョーンズ（英語版）
- ジョージ・ブレクト
- ジョージ・マチューナス
- ジョージ・ランドウ（英語版）
- ジョセフ・バード（英語版）
- ジョナス・メカス
- ジョン・アムレーダー（英語版）
- ジョン・ケージ
- ダヴィ・デット・ホンプソン（英語版）
- ダニエル・スポエリ（英語版）
- チャック・ウェルチ（英語版）
- ディーター・ロス（英語版）
- ディック・ヒギンズ（英語版）
- テリー・ジェニングス
- テリー・ライリー
- トーマス・シュミット（英語版）
- ナム・ジュン・パイク
- バーツォン・ブロック（英語版）
- ハリー・ルーエ（英語版）
- バリー・マカリオン（ドイツ語版）
- フィリップ・クラム（英語版）
- フィリップ・コーナー（英語版）
- ベック・ハンセン
- ヘニング・クリスチャンセン（英語版）
- ベン・ヴォーティエ（英語版）
- ベン・パターソン（英語版）
- ベングト・アヴ・クリントベルグ（英語版）
- ヘンリー・フリント（英語版）
- マウリッツィオ・ナンヌッチ（英語版）
- ミラン・クニザク（英語版）
- ヨーゼフ・ボイス
- ラ・モンテ・ヤング
- ラリー・ミラー (アーティスト)（英語版）
- リチャード・マクスフィールド（英語版）
- ルイーズ・オデス・ネダーランド（英語版）
- レイ・ジョンソン（英語版）
- ロバート・ワッツ（英語版）
- ロビン・ペイジ（英語版）
- ロベール・フィリュウ（英語版）

### 日本
- オノ・ヨーコ
- 久保田成子
- 斉藤陽子
- 塩見允枝子
- 一柳慧
- 靉嘔
- ヨシ・ワダ
- 刀根康尚
- 秋山邦晴
- 武満徹
- 小杉武久
- 折元立身
- ネオ・ダダイズム・オルガナイザーズ
- ハイレッド・センター